# Улица Крушельницкого (Киев)
Улица Крушельницкого (укр. Вулиця Крушельницького) — улица в Святошинском районе города Киева, поселок Беличи. Пролегает от улицы Владимира Шульгина до улиц Владимира Наумовича и Павленко.

## История
Улица возникла в 60-х годах XX века под названием 1-я Новая. Современное название в честь украинского актёра и режиссёра Марьяна Крушельницкого — с 1966 года.